# Lis Rhodes
Lis Rhodes (Cornovaglia, 1942) è un'artista e regista britannica femminista, attiva dall'inizio degli anni 1970.

## Biografia

### Formazione
Rhodes crebbe nel West England; frequentò il North East London Polytechnic, e studiò Cinema e Televisione presso il Royal College of Art.

### Carriera
Sin dall'inizio degli anni 1970, Rhodes iniziò a creare opere d'arte radicali e controverse, che sfidavano gli spettatori a mettere in discussione la prospettiva del cinema attraverso la sua opera. Il suo obiettivo era che il pubblico riconsiderasse il film come un medium di comunicazione e presentazione di immagini, lingua e suoni.
Fu curatrice del cinema per la London Film-Makers' Co-op dal 1975 al 1976. Nel 1979, Rhodes co-fondò una rete di distribuzione cinematografica femminista, Circles. Fu un membro del comitato delle mostre per l'evento Film on Film dell'Arts Council del 1979 e della retrospettiva internazionale del cinema avant-garde. Rhodes fu Arts Advisor del Greater London Council dal 1982 al 1985, e dal 1978 ha insegnato part-time alla Slade School of Fine Art dell'University College London. Vive e opera a Londra.
Secondo Rhodes, "la visuale attraverso la lente può essere sfocata o a fuoco (...) a seconda di ciò che si pensa di sapere, ciò che si immagina di vedere, cosa si impara a cercare, cosa viene detto che sia visibile". Rhodes non vede la propria arte come una pratica isolata, ma piuttosto come una funzione sociale.

## Accoglienza
Un'opera innovativa cruciale di Rhodes è stata Light Music (1975). In occasione di una sua mostra nel 2012-13, la Tate Modern la definì "un'opera iconica di cinema espanso che ha creato un ruolo più centrale e partecipativo per lo spettatore, all'interno di un contesto immersivo e dinamico". Le sue opere sarebbero state annoverate anche all'interno della mostra del 2007 WACK! Art and the Feminist Revolution.
Nel 2012, si tenne una mostra solista di Rhodes, Dissonance and Disturbance, presso l'Institute of Contemporary Arts di Londra. L'ICA dichiarò che Rhodes "esamina le relazioni nella sua opera - da ripresa, composizione e scrittura alla notazione del suono e dell'immagine, passando per il linguaggio del dissenso politico."
Rhodes vinse il Freelands Award nel 2017. Nel 2018, l'opera di Rhodes fu inclusa nel Courtisane Film Festival di Gand, in Belgio, come parte di un focus sulle cineaste donne che, secondo le curatrici Mónica Savirón e María Palacios Cruz, erano state sottovalutate. Nell'ottobre 2022, un gruppo di artiste organizzò la presentazione di Liquid Architecture x Light alla ACMI's Gallery 3 ispirate dal film del 1975 Light Music in parallelo alla mostra Light: Works from Tate’s Collection tenuta all'ACMI di Melbourne.

## Filmografia parziale
- Dresden Dynamo (1972)
- Light Music (1975)
- Light Reading (1978)
- Hang on a Minute (serie) (1983-85)
- A Cold Draft (1988)
- In the Kettle (2010)
- Whitehall (2012)